# رامونا بالتازار
رامونا بالتازار (انگلیسی: Ramona Balthasar؛ زادهٔ ۹ ژانویهٔ ۱۹۶۴) قایقران روئینگ اهل آلمان شرقی بود.
وی در مسابقات کشوری و بین‌المللی در مجموع برندهٔ ۲ مدال طلا، ۱ مدال نقره شده‌است.